# Arroyo Juanín
Der Arroyo Juanín ist ein im Westen Uruguays gelegener Fluss.
Der zum Einzugsgebiet des Río Uruguay zählende Fluss entspringt rund 14 Kilometer südwestlich von Bellaco in der Cuchilla de Haedo. Von dort fließt er zunächst in nordwestliche, dann westliche Richtung. Er mündet in den Arroyo Román Grande.